# 태학 (고구려)
태학(太學)은 소수림왕 2년(372년)에 고구려에서 세운 유학 교육기관으로, 한국 최초의 국가 교육기관(국립학교)이다.
태학은 중국의 경학과 문학(文學)은 물론 무예도 교육하였으리라 짐작되며, 여기에서는 주로 귀족 자제가 입학하여 교육을 받았다
소형(小兄) 이상의 관등을 가진 사람이 태학박사로 임명되어 학생들을 가르쳤으며, 당시 지방에 설치된 사립교육기관인 경당(扃堂)과 다르게 국립교육시설로의 성격을 보였다.

## 같이 보기
- 삼국시대의 교육#고구려의 교육
- 경당